# West Sacramento
West Sacramento est une ville du comté de Yolo dans l'État de Californie, aux États-Unis. La population en était de 44 162 habitants en 2006.

## Géographie
West Sacramento se trouve à 38° 34′ 16″ N, 121° 32′ 21″ O.
D'après le United States Census Bureau, la ville a une surface totale de 59,2 km², dont 54,2 km2 sont des terres et 4,9 km2 (8,36 %) sont de l'eau.
West Sacramento se trouve dans le Comté de Yolo. Elle est séparée de la ville de Sacramento et du comté de Sacramento par le fleuve Sacramento. West Sacramento a été incorporée en 1987 et est constituée de quatre grands quartiers: l'Old West Sacramento, Broderick, Bryte, et Southport. Southport est un quartier de construction plus récente, fruit d'une expansion du début des années 1990.

## Démographie
Sur les 31 615 personnes vivant à West Sacramento en 2000, il y avait 11 404 ménages, et 7 595 familles.
| Communauté                                    | Pourcentage de la population |
| --------------------------------------------- | ---------------------------- |
| Blancs                                        | 64,99 %                      |
| Afro-américains                               | 2,57 %                       |
| Asiatiques                                    | 7,22 %                       |
| Amérindiens                                   | 1,76 %                       |
| insulaires du Pacifique                       | 0,58 %                       |
| autres communautés                            | 15,99 %                      |
| personnes appartenant à plus d'une communauté | 6,89 %                       |
| Hispaniques                                   | 29,95 %                      |

Sur les 11 404 ménages, 34,6 % ont un enfant de moins de 18 ans, 45,2 % sont des couples mariés, 15,4 % n'ont pas de maris présents, et 33,4 % ne sont pas des familles. 27,1 % de ces ménages sont composés d'une personne dont 10,6 % d'une personne de 65 ou plus.
| Tranches d'âge  | Pourcentage de la population |
| --------------- | ---------------------------- |
| moins de 18 ans | 29,8 %                       |
| de 18 à 24 ans  | 9,1 %                        |
| de 25 à 44 ans  | 27,7 %                       |
| de 45 à 64 ans  | 20,7 %                       |
| 65 ans ou plus  | 12,7 %                       |

L'âge moyen de la population est de 34 ans. Pour 100 femmes, il y a 97,6 hommes. Pour 100 femmes de 18 ans et plus, il y a 94,2 hommes.
Le revenu moyen d'un ménage est de $31 718, et celui d'une famille de $36 371. Les hommes ont un revenu moyen de $31 176 contre $30 183 pour les femmes. Le revenu moyen par tête est de $15 245. Près de 17,2 % des familles et 22,3 % de la population vit en dessous du seuil de pauvreté, dont 31,8 % de ceux en dessous de 18 ans et 12,4 % de ceux de 65 et plus.
| 1970   | 1980   | 1990   | 2000   | 2010   | - |
| ------ | ------ | ------ | ------ | ------ | - |
| 12 002 | 10 875 | 28 898 | 31 615 | 48 744 | - |

## Résidents notables
- Burney Lamar, conducteur NASCAR
- Eugene Garin, artiste contemporain de paysage marin
- Malcolm Floyd, Wide receiver en NFL
- Oleg Maskaev, ancien membre du World Boxing Council champion du monde poids-lourd